# Zsukó
Zsukó település Ukrajnában, Kárpátalján, a Munkácsi járásban.

## Fekvése
Munkácstól északnyugatra, Beregsárrét, Nagymogyorós, Beregszőlős és Cserház közt fekvő település.

## Nevének eredete
Neve a ruszin, ukrán Zsuk családnévből ered.

## Története
Zsukó nevét 1417-ben említette először oklevél, mikor a birtokot a Nagytárkányi család kapta királyi adományként Zsigmond királytól.
A 18. századtól Zsukó, Zsukova. Zsukovo néven írták.
1910-ben 511 lakosából 4 magyar, 33 német, 474 ruszin volt. Ebből 477 görögkatolikus, 33 izraelita volt.
A Trianoni békeszerződés előtt Bereg vármegye Latorczai járásához tartozott.